# Архиепархия вооружённых сил США

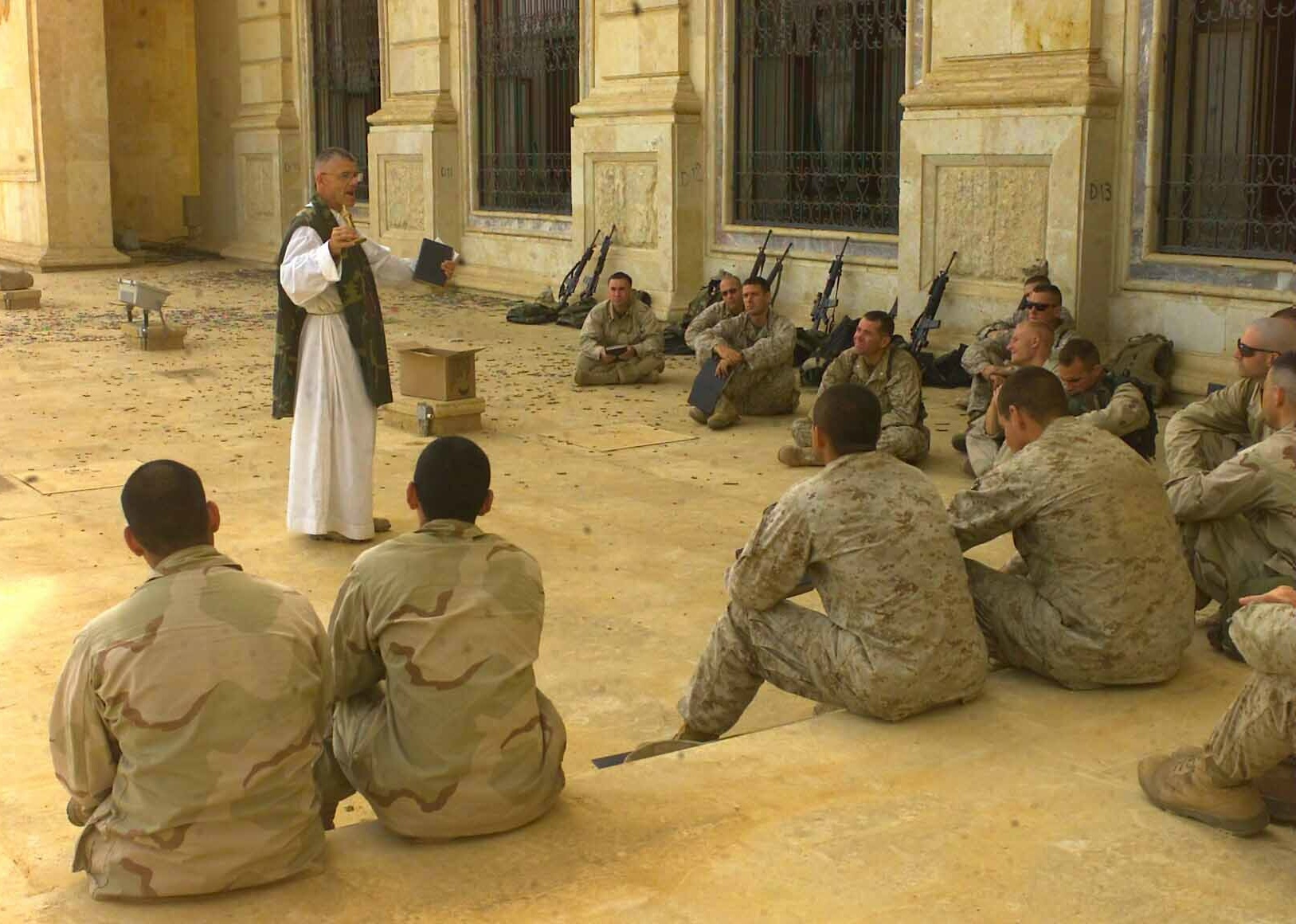
Католический священник проповедует для военнослужащих, Тикрит, Ирак

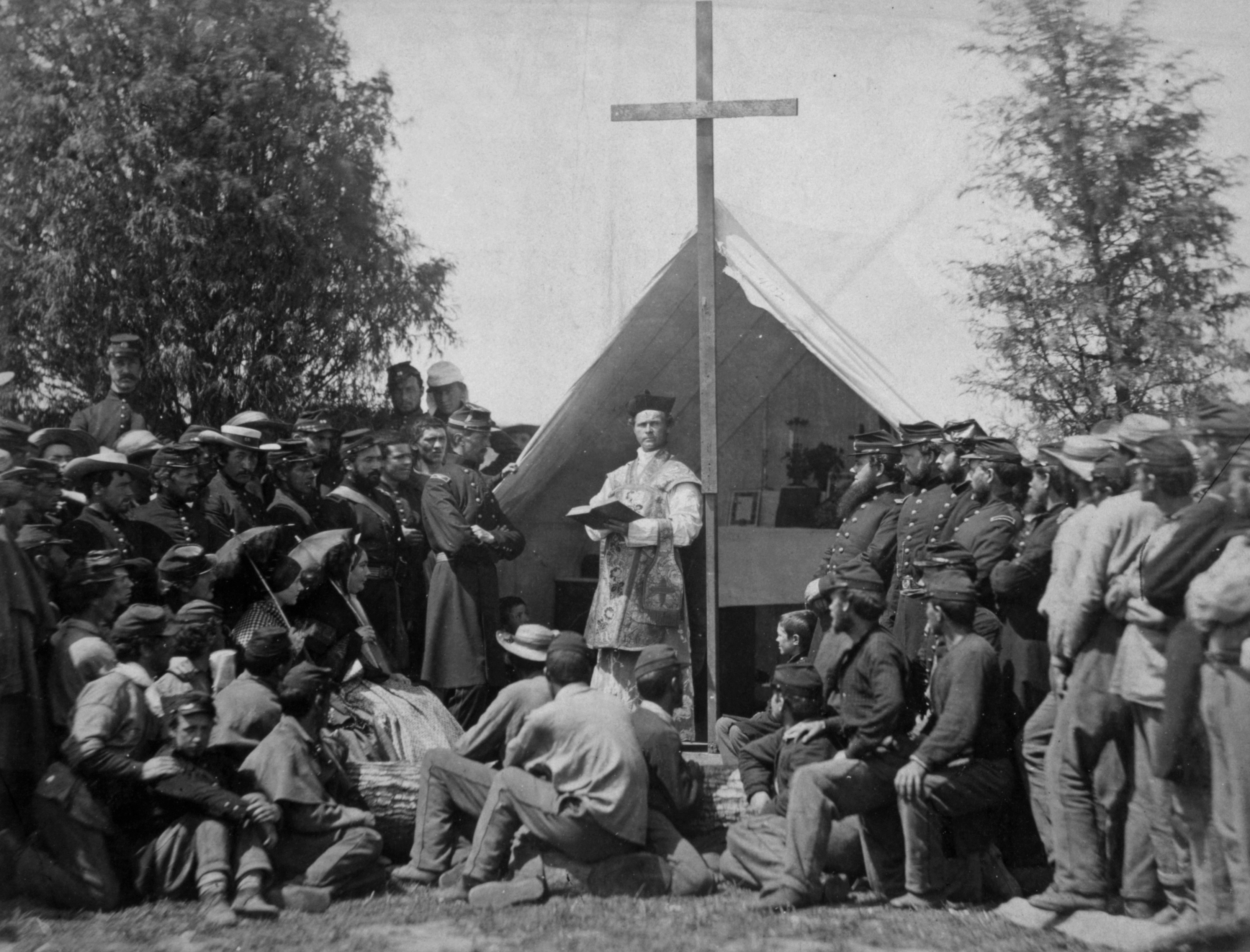
Католический капеллан служит мессу для военнослужащих, Гражданская война в США (1861—1865 гг.)

Архиепархия вооружённых сил США  (англ. Roman Catholic Archdiocese for the Military Services) — военный ординариат Римско-Католической церкви, осуществляющий пастырское попечение военнослужащих вооружённых сил США. Архиепархия вооружённых сил США обеспечивает духовные потребности военнослужащих католического вероисповедания Военно-Воздушных сил, сухопутных войск, береговой охраны, морской пехоты и Военно-Морских сил, их семей, а также сотрудников военной администрации и военных ветеранов. Архиепархия вооружённых сил США не входит в Конференцию католических епископов США и осуществляет свою деятельность независимо от этой католической церковной структуры.

## История
До создания первой постоянной церковной структуры для военнослужащих в 1917 году в вооружённых силах США присутствовали католические священники, служащие капелланами на добровольных основах. В 1917 году американскими католическими епископами была основана католическая церковная структура «Национальный католический военный совет» (National Catholic War Council), целью которой стало духовное обеспечение военнослужащих-католиков, участвовавших в I Мировой войне. Руководство этой организацией с 24 ноября 1917 года было поручено архиепископу Нью-Йорка Патрику Хейсу.
В 1939 году Римский папа Пий XII учредил военный ординариат США для католиков-военнослужащих вооружённых сил США и их семей. 21 июля 1986 года Римский папа Иоанн Павел II издал буллу «Spirituali militum curae», которой преобразовал военный ординариат США в архиепархию вооружённых сил США.

## Структура
Архиепархию вооружённых сил США возглавляет архиепископ, которому помогают несколько вспомогательных епископов. Им подчиняются священники, служащие капелланами в вооружённых силах США. Священники не инкардинированы в архиепархию вооружённых сил США, подчиняясь военному архиепископу только на период своей службы капелланами. Архиепархия вооружённых сил США не имеет территориальных границ, своего собора и церквей. Офис архиепископа находится в Вашингтоне. Юрисдикция архиепархии вооружённых сил США распространяется только на военнослужащих и членов их семей, служащих на военных объектах и на дипломатический корпус.

## Ординарии архиепархии
- кардинал Патрик Джозеф Хейс  (24.11.1917 — 4.09.1938) — назначен архиепископом Нью-Йорка, кардинал с 24 марта 1924 года;
  - епископ Джон Фрэнсис О’Хара (11.12.1939 — 10.03.1945), как военный делегат — назначен епископом Буффало, кардинал с 15.12.1958 года;
- кардинал Фрэнсис Джозеф Спеллман (11.12.1939 — 2.12.1967) — кардинал с 16.02.1946 года;
- кардинал Теренс Джеймс Кук (4.04.1968 — 6.10.1983) — кардинал с 28 апреля 1969 года;
- архиепископ Джон Джозеф Томас Райан (16.03.1985 — 14.05.1991)
- епископ Joseph Thomas Dimino (14.05.1991 — 12.08.1997)
- архиепископ Эдвин Фредерик О’Брайен (12.08.1997 — 12.07.2007) — назначен архиепископом Балтимора;
- архиепископ Тимоти Пол Бролио (19.11.2007 — по настоящее время).

## Источник
- Annuario Pontificio, Libreria Editrice Vaticana, Città del Vaticano, 2003, ISBN 88-209-7422-3
- Булла Spirituali militum curae Архивная копия от 3 ноября 2011 на Wayback Machine  (лат.)